# Rhiannon Fish
Rhiannon Fish, född 14 mars 1991 i Calgary, Alberta, är en australisk-kandensisk skådespelare.
Fish har bland annat medverkat i TV-serierna Home and Away (2010–2013) och The 100 från 2016. Hon har även medverkat i filmen When Love Springs från 2023.

## Filmografi (i urval)
- 2010–2013: Home and Away
- 2016: The 100
- 2023: When Love Springs